# Луцишина Оксана Петрівна
Окса́на Петрі́вна Луци́шина (10 жовтня 1974 , Ужгород ) — українська письменниця, перекладачка, літературознавиця. Член Українського ПЕН. Лауреатка Національної премії України імені Тараса Шевченка 2021 року за роман «Іван і Феба».

## Життєпис
Народилася 10 жовтня 1974 року в Ужгороді в родині філологів.
1995 році закінчила факультет романо-германської філології Ужгородського державного університету (тепер — ДВНЗ «Ужгородський національний університет»). Під час навчання проходила стажування у Канзаському університеті в США. Працювала викладачкою іноземних мов (англійської і французької).
У 2001—2002 рр. як учасниця програми з обміну викладачами побувала в Університеті Південної Флориди у США, а вже 2002 року вступила на магістратуру цього ж університету. Захистила магістерську роботу — порівняльне дослідження романів Оксани Забужко та алжирської франкомовної авторки Ассьї Джебар. У 2012—2013 роках стажувалася в Ягеллонському університеті у Кракові. У Джорджійському університеті у 2014 році захистила докторську дисертацію (Ph.D.) на тему «Великий фантасмагоричний сезон: проза Бруно Шульца у світлі теорій Вальтера Беньяміна („Твору про пасажі“)».
Нині мешкає у місті Остін, штат Техас, США, викладає українську літературу в Техаському університеті.
Вірші почала писати ще в середній школі — як пише сама авторка в автобіографічному есеї, «не про кохання», а про «щось таке підлітково-болісне на тему непорозумінь між батьками і дітьми».
Поетичний дебют відбувся 1993 року на сторінках газети «Новини Закарпаття» за рекомендацією письменника і журналіста Василя Басараба. У 1996 році Василь Поп надсилає рукописну збірку поезій Оксани Луцишиної на конкурс «Гранослов-1996». Вже наступного року в Києві у видавництві «Гранослов» світ побачила перша збірка поетки — «Усвідомлена ніч». Про ці роки Оксана Луцишина говорить: «Я раптом відкриваю для себе новий світ, нові знайомства, нові впливи — Віктор Кордун, Михайло Григорів, Ігор Калинець, Маріанна Кіяновська. Вірші Маріанни, міфи, закодовані в них. Жінка, жіноче начало, архетипи, першооснови. Я лякаюся своєї неосвіченості, починаю вчащати до бібліотеки і тягати звідтам Кафку, Маркеса, Марселя Пруста, Артюра Рембо та інших. Особливо сильне враження на мене справляє Бодлер».
Після видання другої поетичної збірки, «Орфей Великий» (2000) році починає працювати в річищі феміноцентричної літератури. В 2007 році виходить збірка новел «Не червоніючи» та роман «Сонце так рідко заходить».
За словами Оксани Луцишиної, у своїх новелах вона намагається відтворити жіночий світ таким, яким він є, без огляду на будь-які приписи і правила, без тематичних і стилістичних обмежень, — у всьому розмаїтті емоцій (зовсім не «політкоректних» — «бо жінка може відчувати, між іншим, і гнів, і ненависть теж, а не тільки материнське щастя)».
Дослідник Віталій Чернецький вважає, що в оповіданнях Оксани Луцишиної представлена твереза, інтругуюча, відкрита візія сучасного світу, заснована на жіночій тілесності. Науковець відзначає, що досвід читання феміністських текстів зумовив текстуальний інтерес письменниці до власне-жіночого тілесного досвіду, починаючи від дитинства, стосунків з батьками, і, пізніше, сексуальності, пологів та ін. Український дослідник в Америці розмірковує, що письменниця демонструє готовність деконструювати стереотипи фемінності і материнства, говорячи прямо про травматичний досвід, який бере початок у кризі сучасної маскулінності (як в Україні, так і на Заході). Віталій Чернецький стверджує, що у своїх оповіданнях Оксана Луцишина працює в рамках радикальної феміністської текстуальності, їй близькі ідеї écriture feminine (жіночого письма) Елен Сіксу та Люс Ірігаре.
Оксана Луцишина вважає фемінізм «складовою частиною особистої філософії», а сутність фемінізму вбачає у «викритті патріархатної ідеології як такої, що витворює „Іншого“, дегуманізує його (в даному випадку — Її), паразитує на Іншому — мовляв, я — норма, а Інший/Інша — відхилення. Структурно фемінізм — це інша парадигма мислення, новий погляд на світ, без Іншого/Іншої». На часте питання, що таке фемінізм, письменниця відповідає так: «це радикальне твердження, що жінка теж людина».
2015 року виходить роман «Любовне життя» (ВСЛ). Оксана Забужко на сторінці у «Фейсбук» назвала цей роман «Книгою року» для себе:
«…майже 20 років, що минули від виходу „Польових досліджень з українського сексу“ — а в лютому 2016 якраз буде 20! — я терпляче чекала, коли ж нарешті з тих „Досліджень“ в укр. літературі народиться щось серйозніше, ніж потік інфантильного „порногламуру“, — і от, дочекалася!)) Це ні в якому разі не „учнівство“, Боже збав, — це рука дорослого майстра, із своїм власним світом, де позірно „та сама“ тема має іншу психологічну „географію й геологію“, і все те живе й пронизливе, і держить тебе в напрузі, як справжній американський page-turner, — а все-таки приємно впізнавати за тим усім ту „оптику“ художнього бачення, яку 20 рр. тому „ввімкнули“ в нашій культурі — тоді ще зі скандалом, з криком-м'ясом-і-кров'ю — „Польові дослідження“: так, як у власній прозі впізнаєш колись передані тобі потайні „ключі“ від Ірини Вільде чи Сей-Сенагон…»
2019 року виходить роман «Іван і Феба» (ВСЛ). Маріанна Кіяновська під час презентації книжки на 26 Book Forum Lviv зазначила:
«„Іван і Феба“ — це абсолютний роман. Ця невелика книжка вміщує в собі всеохопність епосу. Ця книжка є одночасно позачасовою та розташованою тут і тепер. Дія книги відбувається у трьох містах — Ужгороді, Києві та Львові. Там прописані сюжети, які може вихопити лише читач із теоретичною начиткою. А з іншого ця книжка — для усіх, бо там є справжнє життя, дуже динамічне. Тут є ціла Україна. Це рідкісна річ — коли ціла країна вміщується на декількох сотнях сторінок».
Оксана Луцишина також перекладає англійською поезію та есеїстику українських авторів (Маріанни Кіяновської, Василя Махна, Богдани Матіяш, Катерини Калитко), спільно з Деніелом Белградом, Кевіном Воном та Оленою Дженнінз, а також американських поетів — українською (Воллес Стівенс). Має публікації англійською мовою.

## Доробок
Збірки поезії:
- «Усвідомлена ніч» (Гранослов,1997);
- «Орфей Великий» (Зерна, 2000);
- «Я слухаю пісню Америки» (Видавництво Старого Лева, 2010);
- «Вірші Феліцити» (Видавництво Старого Лева, 2018).

Збірка новел:
- «Не червоніючи» (Факт, 2007).

Романи:
- «Сонце так рідко заходить» (Факт, 2007);
- «Любовне життя» (Видавництво Старого Лева, 2015).
- «Іван і Феба» (Видавництво Старого Лева, 2019)[13].

## Відзнаки
- Переможець літературних конкурсів «Гранослов» (1996) за збірку поезії «Усвідомлена ніч»;
- Лавреатка премії «Благовіст». (1998) за збірку «Усвідомлена ніч»;
- Лавреатка премії імені Богдана Ігоря Антонича «Привітання життя» (2000) за збірку поезії «Орфей Великий»;
- Лавреатка премії Фундації Ковалевих за збірку поезій «Я слухаю пісню Америки» (2010)
- Лавреатка премії Премії міста літератури ЮНЕСКО за роман «Іван і Феба» (2020)
- Лавреатка Національної премії України імені Тараса Шевченка 2021 року за роман «Іван і Феба»[4].